# ایرج وامقی
ایرج وامقی (۱۳۱۱ در صحنه - ۲۹ آبان ۱۳۷۹ در کرج) شاعر، زبانشناس و استاد حق التدریس دانشگاه آزاد کرج بود.

## زندگی
ایرج وامقی در صحنه به دنیا آمد و تحصیلات ابتدایی خود را در آن شهر و دبیرستان را در کرمانشاه و تهران به پایان رساند. در دانشکده ادبیات دانشگاه تهران تحصیل کرد و لیسانس و فوق لیسانس و دکتری خود را از آن دانشگاه گرفت. زمینه پژوهشی او در دوره دکتری فرهنگ و زبان‌های باستانی ایران بود. استادان او از جمله ابراهیم پورداوود، جلال همایی و پرویز ناتل خانلری بوده‌اند.
ایرج وامقی مقاله‌های زیادی در نشریه‌های ایران منتشر کرد.

## آثار
- ب‍ی‍ژن‌ن‍ام‍ه‌، ت‍ه‍ران‌: س‍ازم‍ان‌ ت‍ب‍ل‍ی‍غ‍ات‌ اس‍لام‍ی‌، ح‍وزه‌ ه‍ن‍ری‌، س‍وره‌ م‍ه‍ر، ۱۳۸۰.
- راه‍ن‍م‍ای‌ خ‍وزس‍ت‍ان‌، طراح‌ ر. پ‍لات‍ون‌؛ ع‍ک‍اس‌ ا. ب‍ه‍روزان‌، ج‌. ن‍رس‍ی‌، ف‌. آی‍ت‍ی‌، ت‍ه‍ران‌: س‍ازم‍ان‌ ج‍ل‍ب‌ س‍ی‍اح‍ان‌، ۱۳۴۵.
- ج‍ل‍وه‌ه‍ای‌ ت‍م‍دن‌ ای‍ران‌ ب‍اس‍ت‍ان‌ در ن‍وش‍ت‍ه‌ه‍ای‌ دک‍ت‍ر ای‍رج‌ وام‍ق‍ی‌ (ب‍ه‌اه‍ت‍م‍ام‌ پ‍ری‍دخ‍ت‌ وص‍ال‍ی‌)، ت‍ه‍ران‌: ک‍وش‍ای‌ ف‍ردا، ۱۳۸۲.
- شوش، آبادان: شورا ی دانشگاهی جشنهای بیست وپنجمین سلسله شاهنشاهی ایران -آبادان، ۱۳۴۹.
- ن‍وش‍ت‍ه‌ه‍ای‌ م‍ان‍ی‌ و م‍ان‍وی‍ان‌ ب‍ا دو م‍ق‍دم‍ه‌ در ب‍اب‌ زن‍دگ‍ی‌، اف‍ک‍ار و ف‍ل‍س‍ف‍ه‌ دی‍ن‌ م‍ان‍ی‌، ت‍ه‍ران‌: س‍ازم‍ان‌ ت‍ب‍ل‍ی‍غ‍ات‌ اس‍لام‍ی‌، ح‍وزه‌ ه‍ن‍ری‌‌‫، ۱۳۷۸.‌‬
- وارون‍ه‌ن‍وی‍س‍ی‌ در ت‍اری‍خ‌ در س‍رگ‍ذش‍ت‌ ام‍ی‍ن‌ال‍س‍ل‍طان‌، ت‍ه‍ران‌: اطلاع‍ات‌، ۱۳۷۴.

## خدمات فرهنگی دیگر
ایرج وامقی پس از درگذشت دوست و همرزم سیاسی اش، محمدعلی خنجی در سال ۱۳۵۰ شمسی به چاپ و نشر برخی آثار وی به برادر او عبدالله خنجی کمک نمود. مجموعه مقالات وجه تولید آسیایی از جمله این فعالیتها بود که در ماهنامه اطلاعات سیاسی اقتصادی به چاپ رسید.

## گرایش سیاسی
ایرج وامقی در تجدید کار حزب سوسیالیست پس از ۲۸ مرداد توسط محمدعلی خنجی به این حزب پیوست و تا زمان انحلال این حزب در سال ۱۳۴۰ عضو این حزب بود. وی همچنین عضو جبهه ملی ایران و عضو شورای مرکزی این سازمان تا زمان فوت بود.